# Gonionotophis
Gonionotophis es un género conocido de serpientes de la familia Lamprophiidae. Sus especies se distribuyen por el África subsahariana.

## Especies
Se reconocen las siguientes especies:
- Gonionotophis brussauxi (Mocquard, 1889)
- Gonionotophis capensis (Smith, 1847)
- Gonionotophis chanleri (Stejneger, 1893)
- Gonionotophis crossi (Boulenger, 1895)
- Gonionotophis egbensis (Dunger, 1966)
- Gonionotophis gabouensis (Trape & Mané, 2005)
- Gonionotophis grantii (Günther, 1863)
- Gonionotophis guirali (Mocquard, 1887)
- Gonionotophis klingi Matschie, 1893
- Gonionotophis laurenti (De Witte, 1959)
- Gonionotophis nyassae (Günther, 1888)
- Gonionotophis poensis (Smith, 1849)
- Gonionotophis savorgnani (Mocquard, 1887)
- Gonionotophis stenophthalmus (Mocquard, 1887)
- Gonionotophis vernayi (Bogert, 1940)